# Jeffrey Archer
Pour les articles homonymes, voir Archer (homonymie).
Jeffrey Archer, né le 15 avril 1940 à Londres, baron Archer de Weston-super-Mare, est un écrivain, dramaturge et ancien homme politique britannique.
Il est membre du Parlement pour le Parti conservateur et est pair à vie de 1992 à 2024. 
Sa carrière politique est parsemée de plusieurs scandales et controverses ; elle prend fin quand il est reconnu coupable de parjure dans une de ces affaires et est emprisonné. 
Il est le mari de Mary Archer, scientifique reconnue de l'énergie solaire. 
Outre son activité politique, il est connu comme romancier et nouvelliste. 

## Biographie

### Jeunesse
Il naît au Maternity Hospital de la Cité de Londres. Sa famille quitte Londres quand il n'est âgé que de deux semaines pour la ville côtière de Weston-super-Mare dans le Somerset où il passe presque toute sa jeunesse. En 1951 il décroche une bourse d'études au Wellington School de Somerset – à ne pas confondre avec la prestigieuse école publique de Wellington College – ce qui est possible dans la biographie ambiguë des premiers livres d'Archer. À cette époque, sa mère, Lola, participe à une rubrique sur les tasses de thé dans la presse locale de Weston-super-Mare et écrit les aventures de son fils Tuppence, ce qui vaudra à Archer des brimades à Wellington School.
En littérature, il se fait connaître par des romans d'espionnage ayant pour héros Kane et Abel que tout sépare : l'un est le fils d'un banquier américain de Boston ; l'autre, un orphelin polonais.
Multimillionnaire, il est une personnalité de la jet set londonienne.

### Vie politique
Archer est député du Parti conservateur en 1985-1986 et en devient le vice-président. Il doit démissionner après des articles du  Daily Star évoquant des relations sexuelles avec une prostituée. 
En 1987, il gagne un procès pour diffamation contre le Daily Star et obtient un demi-million de livres de dommages et intérêts pour atteintes à la vie privée.
En 1992, il est nommé par la Reine membre de la Chambre des Lords. Il démissionne le 4 juillet 2024.
On apprend en 1999 qu'il avait menti en 1987 lors de son procès, ayant demandé à l'un de ses amis de lui inventer un alibi. Il est condamné à une peine de prison ferme. Il passe deux ans en prison (2001–2003), ce qui met fin à sa carrière politique.

## Œuvre

### Romans

#### SérieKane et Abel
- Shall We Tell the President? (1977), version révisée en 1986 D'abord paru en français sous le titre "Faut-il le dire au président ?", Éditions de Trévise, 1979. Puis avec la version révisée sous le titre Faut-il le dire à la présidente ?, Paris, Presses de la Cité, 1986  (ISBN 2-258-01842-0) ; édition de la première version sous le même titre, Paris, J'ai lu no 2376, 1979  (ISBN 2-277-22376-X) ; réédition de la première version, Genève, Édito-Service, coll. « Classiques de l'espionnage », 1979  (ISBN 2-8302-0131-0)
- Kane and Abel (1979) Publié en français sous le titre Kane et Abel, Paris, Éditions de Trévise, 1981  (ISBN 2-258-01295-3) ; réédition, Paris, J'ai lu no 1684-1685, 2 volumes, 1984  (ISBN 2-277-21684-4) et  (ISBN 2-277-21685-2) ; réédition dans une nouvelle traduction intégrale, Paris, Éditions G.P., coll. « Super-bibliothèque », 1984  (ISBN 2-261-01415-5) ; réédition, Paris, LGF, Le Livre de poche no 32529, 2012  (ISBN 978-2-253-16168-4)
- The Prodigal Daughter (1982) Publié en français sous le titre La Fille prodigue, Paris, Presses de la Cité, 1984  (ISBN 2-258-01295-3) ; réédition, Paris, J'ai lu no 1857-1858, 2 volumes, 1985  (ISBN 2-277-21857-X) et  (ISBN 2-277-21858-8)

#### SérieChronique des Clifton
1. Only Time Will Tell (2011) Publié en français sous le titre Seul l'avenir le dira, Paris, Éditions Les Escales, 2012  (ISBN 978-2-36569-007-2) ; réédition, Paris, LGF, Le Livre de poche no 32955, 2013  (ISBN 978-2-253-17336-6)
2. The Sins of the Father (2012) Publié en français sous le titre Les Fautes de nos pères, Paris, Éditions Les Escales, 2013  (ISBN 978-2-36569-047-8) ; réédition, Paris, LGF, Le Livre de poche no 33391, 2014  (ISBN 978-2-253-17992-4)
3. Best Kept Secret (2013) Publié en français sous le titre Des secrets bien gardés, Paris, Éditions Les Escales, 2014  (ISBN 978-2-36569-085-0)
4. Be Careful What You Wish For (2014) Publié en français sous le titre Juste retour des choses, Paris, Editions Les Escales, 2015  (ISBN 978-2-36569-126-0)
5. Mightier Than the Sword (2015) Publié en français sous le titre Plus fort que l'épée, Paris, Editions Les Escales, 2016  (ISBN 978-2-36569-177-2)
6. Cometh the Hour (2016) Publié en français sous le titre Le Temps est venu, Paris, Editions Les Escales, 2017  (ISBN 978-2-36569-260-1)
7. This Was a Man (2017)Publié en français sous le titre Le Destin d'un homme, Paris, Editions Les Escales, 2018  (ISBN 978-2-36569-261-8)

#### SérieWilliam Warwick
1. Nothing Ventured (2019) Publié en français sous le titre Qui ne tente rien, Paris, Editions Les Escales, 2020  (ISBN 978-2-36569-549-7)
2. Hidden in Plain Sight (2020) Publié en français sous le titre Ni vu ni connu, Paris, Editions Les Escales, 2021  (ISBN 978-2-36569-657-9)
3. Turn a Blind Eye (2021) Publié en français sous le titre Le Pari des Warwick, Harper Collins, 2022  (ISBN 979-1-03391-110-4)
4. Over My Dead Body (2021) Publié en français sous le titre Plutôt mourir, Harper Collins, 2023
5. Next in Line (2022) Publié en français sous le titre Le Prochain sur la liste, Harper Collins, 2024  (ISBN 979-1-03391-112-8)
6. Traitor's Gate (2023) Publié en français sous le titre la porte des traites, Harper Collins, 2025  (ISBN 979-1-03391-113-5)
7. An Eye for an Eye (2024)

#### Autres romans
- Not a Penny More, Not a Penny Less (1976) Publié en français sous le titre Récupérer un million de dollars, ce n'est pas si facile, Paris, Éditions de Trévise, 1980  (ISBN 2-7112-0272-0) ; réédition dans une nouvelle traduction sous le titre La Main dans le sac, Paris, Presses de la Cité, 1988  (ISBN 2-258-02130-8)
- First Among Equals (1984) Publié en français sous le titre Les Allées du pouvoir, Paris, Presses de la Cité, 1985  (ISBN 2-258-01940-0)
- A Matter of Honour (1986) Publié en français sous le titre Dans la gueule du dragon, Paris, Presses de la Cité, 1987  (ISBN 2-258-01940-0) ; réédition, Paris, Pocket no 3147, 1988  (ISBN 2-266-02268-7) ; et aussi sous le titre Une affaire d'honneur, Montréal, Éditions Libre Expression, 1987  (ISBN 2-89111-320-9)
- As the Crow Flies (1991) Publié en français sous le titre Le Souffle du temps, Paris, Presses de la Cité, 1992  (ISBN 2-258-03523-6) ; réédition, Paris, J'ai lu no 4058, 1995  (ISBN 2-277-24058-3)
- Honour Among Thieves (1993) Publié en français sous le titre Opération Silence du désert, Paris, Presses de la Cité, 1994  (ISBN 2-258-00135-8)
- The Fourth Estate (1996)
- The Eleventh Commandment (1998) Publié en français sous le titre Le Seul Commandement, Paris, J.-C. Lattès, coll. « Suspense & Cie », 1999  (ISBN 2-7096-1968-7)
- Sons of Fortune (2002) - Prix Polar du Festival de Cognac 2009 Publié en français sous le titre Frères et Rivaux, Paris, L'Archipel, coll. « Les Maîtres du suspense », 2005  (ISBN 2-84187-688-8) ; réédition, Paris, L'Archipel, coll. « Archipoche » no 138, 2010  (ISBN 978-2-35287-165-1)
- False Impression (2005)
- A Prisoner of Birth (2008) - Prix Polar International 2009 Publié en français sous le titre Seul contre tous, Paris, First éditeur, 2009  (ISBN 978-2-7540-1050-4) ; réédition, Paris, LGF, Le Livre de poche no 31761, 2010  (ISBN 978-2-253-12851-9)
- Paths of Glory (2009) - Prix Relay du roman d'évasion 2010 Publié en français sous le titre Le Sentier de la gloire, Paris, First éditeur, 2010  (ISBN 978-2-7540-1539-4) ; réédition, Paris, LGF, Le Livre de poche no 32277, 2011  (ISBN 978-2-253-15817-2)
- Heads You Win (2018) Publié en français sous le titre À pile ou face, Paris, Pocket (2019)

### Recueils de nouvelles
- A Quiver Full of Arrows (1980), ce recueil inclus la nouvelle Old Love
- A Twist in the Tale (1988)
- Twelve Red Herrings (1994)
- The Collected Short Stories (1997)
- The Expert Witness and Other Stories (2000)
- The Grass Is Always Greener and Other Stories (2000)
- To Cut a Long Story Short (2000)
- A Collection of Short Stories (2000)
- Cat O'Nine Tales (2006)
- And Thereby Hangs a Tale (2010) Publié en français sous le titre Et là, il y a une histoire, Paris, First éditeur, 2011  (ISBN 978-2-7540-3085-4)
- The New Collected Short Stories (2011)

### Nouvelles
- Stuck on You (2010)
- Cheap at Half the Price (2011)
- Christina Rosenthal (2011)
- Clean Sweep Ignatius (2011)
- Never Stop on the Motorway (2011)
- The Queen's Birthday Telegram (2011)
- In the Eye of the Beholder (2011)
- No Room at the Inn (2011)
- One Man's Meat (2011)
- Four Warned (2014)

### Théâtre
- Beyond Reasonable Doubt (1987)
- Exclusive (1989)
- The Accused (2000)
- The Perfect Murder (2001), en collaboration avec Hugh Janes

### Littérature d'enfance et de jeunesse
- The First Miracle (1980)
- By Royal Appointment (1980)
- Willy Visits the Square World (1980)
- Willy and the Killer Kipper (1981)

### Essai
- The Gospel According to Judas By Benjamin Iscariot (2007), en collaboration avec Frank Moloney

### Autres publications

#### SériePrison Diaries
1. Hell – Belmarsh (2002)
2. Purgatory – Wayland (2003)
3. Heaven ;– North Sea Camp (2004)

## Carrière à la télévision
Apparition dans Le Journal de Bridget Jones, dans son propre rôle.

## Distinction
- Festival Polar de Cognac 2009 : Prix polar du meilleur roman international pour Seul contre tous